# 堀鉄平
堀 鉄平（ほり てっぺい、1976年3月28日 - ）は、日本の実業家、弁護士（第一東京弁護士会所属）、元総合格闘家。主に不動産投資・オーナリング、不動産投資塾の運営、フィットネスジム、格闘技ジムのオーナリングなど複数の事業に携わる。弁護士としては、相続や、中小企業の経営法務、使用者側労働法務などに関する専門書籍を出版するなど、該当分野で活動している。
HORIJUKU株式会社代表取締役。弁護士法人Martial Arts代表社員。JAPAN TOP TEAM代表(オーナー)。1999年中央大学法学部卒業。

## 経歴
愛知県立旭丘高等学校を経て、中央大学法学部卒業。
2002年 司法試験合格。
2004年 第一東京弁護士会登録。
2008年 前田日明主催「THE OUTSIDER」参戦。
2009年 弁護士法人Martial Arts設立。
2019年 「弁護士堀鉄平の不動産投資塾」設立。
2019年 HORIJUKU株式会社を設立。
2024年 HORIJUKU株式会社から株式会社 UMITOへ社名を変更。

### 格闘家として
2008年3月30日、「THE OUTSIDER 第1戦」に“法曹界の最強戦士”との触れ込みで出場し、齋藤匡彦と対戦。1R開始早々に引き込みから腕ひしぎ十字固めで一本勝ち。ベストグラウンドテクニック賞を受賞した。
2008年7月19日、「THE OUTSIDER 第弐戦」で山口剛と対戦し、腕十字固めで一本勝ちを収めた。
2008年8月17日、「DEEP 37 IMPACT」のフューチャーファイトで石井智大と対戦し、TKO負けを喫した。
2008年10月19日、「THE OUTSIDER 第参戦」で加藤紘也と対戦予定であったが、堀の怪我により試合が流れる。
2008年12月20日、「THE OUTSIDER 第4戦」で加藤紘也と再戦し、三角絞めで一本勝ちを収めた。なお、この試合は加藤が契約体重を約7kgオーバーして行なわれた。
2009年3月15日、「THE OUTSIDER special」で地下格闘技無敗の山田史博と対戦予定であったが、堀の怪我により試合が流れる。堀は2月に右目を眼窩底骨折し、長期戦線離脱を余儀なくされる。
2009年8月9日、「THE OUTSIDER 第7戦」で65-70kgトーナメント選考試合に出場。野村剛史と無敗対決となったが、1-2の僅差の判定で敗れた。この試合は今大会のベストバウトとされた。
2009年10月11日、「THE OUTSIDER 第8戦」で65-70kgトーナメントリザーブマッチに出場。アパッチ小次郎と対戦し、0-3の判定で敗れた。
2009年12月13日、「THE OUTSIDER 第9戦」で伊澤寿人と対戦し、試合をコントロールしたものの、最後にハイキックをもらってドローとなった。
2010年2月14日、「THE OUTSIDER 第10戦」でメインイベントで☆MAMORU☆と対戦し、チョークスリーパーで一本勝ちを収めた。ベストグラウンドテクニック賞、苫米地英人特別賞を受賞した。
2010年4月3日、「THE OUTSIDER 第11戦」で剛田武と対戦し、3-0の判定で勝利した。
2010年6月20日、「THE OUTSIDER 第12戦」の70-75kgトーナメントマッチ1回戦で山田史博と対戦し、マウントからのパウンドでTKO勝利し、続く2回戦でも齋藤龍正と対戦し、マウントからのパウンドでTKO勝利した。
2010年10月11日、「THE OUTSIDER 第13戦」の70-75kgトーナメント準決勝において、優勝候補大本命と言われながら、谷博幸と対戦し、判定負けを喫した。
2010年12月4日、「THE OUTSIDER 第14戦」のメインイベントで佐野哲也と対戦し、三角絞めを極めた状態でパウンドを与え続け、最後は相手セコンドよりタオルが投入されTKO勝利を収めた。
2011年2月13日、「THE OUTSIDER 第15戦」でYOSHIKIと対戦し、タオル投入によるTKO勝利を収めた。
2011年7月17日、ZST初参戦となった「ZSTvsTHE OUTSIDER 対抗戦」で戦極に参戦経験のある山田哲也と対戦し、タオル投入によるTKO負けを喫した。
2012年2月12日、「THE OUTSIDER 第20戦 70-75kg級 タイトルマッチ」でソルジャーボーイ一樹と対戦し、ドクターストップにより敗北を喫した。

## 戦績

### 総合格闘技
| 総合格闘技 戦績 | 総合格闘技 戦績 | 総合格闘技 戦績 | 総合格闘技 戦績 | 総合格闘技 戦績 | 総合格闘技 戦績 | 総合格闘技 戦績 |
| --------------- | --------------- | --------------- | --------------- | --------------- | --------------- | --------------- |
| 8 試合          | (T)KO           | 一本            | 判定            | その他          | 引き分け        | 無効試合        |
| 2 勝            | 0               | 1               | 1               | 0               | 1               | 0               |
| 5 敗            | 2               | 2               | 1               | 0               | 1               | 0               |

| 勝敗 | 対戦相手         | 試合結果                                         | 大会名                                           | 開催年月日     |
| ○    | 上田厚志         | 5分2R終了 判定2-0                                | THE OUTSIDER 第51戦 10周年記念 Road to Las Vegas | 2018年7月21日  |
| ×    | キム・ウォンギ   | 5分2R終了 判定0-3                                | THE OUTSIDER 大田区総合体育館 SPECIAL            | 2015年12月10日 |
| ○    | 吉永啓之輔       | 1R 3:05 腕ひしぎ十字固め                         | THE OUTSIDER 第29戦                              | 2014年2月16日  |
| △    | 平信一           | 5分2R終了 時間切れ                               | ZST.37                                           | 2013年9月23日  |
| ×    | Ryo              | 2R 3:04 腕ひしぎ十字固め                         | RINGS/THE OUTSIDER ヴォルク・ハン引退記念興行    | 2012年12月16日 |
| ×    | クレベル・コイケ | 1R 2:40 三角締め                                 | RINGS vol.2                                      | 2012年9月23日  |
| ×    | 山田哲也         | 1R 3:46 TKO（タオル投入：踏みつけ→パウンド）     | FIGHTING NETWORK ZST BATTLE HAZARD 05            | 2011年7月17日  |
| ×    | 山本勇気         | 2R 1:24 TKO（タオル投入：右ハイキック→パウンド） | THE OUTSIDER 第16戦                              | 2011年5月8日   |

### アマチュア総合格闘技
| 総合格闘技 戦績 | 総合格闘技 戦績 | 総合格闘技 戦績 | 総合格闘技 戦績 | 総合格闘技 戦績 | 総合格闘技 戦績 | 総合格闘技 戦績 |
| --------------- | --------------- | --------------- | --------------- | --------------- | --------------- | --------------- |
| 25 試合         | (T)KO           | 一本            | 判定            | その他          | 引き分け        | 無効試合        |
| 15 勝           | 4               | 5               | 5               | 1               | 2               | 0               |
| 8 敗            | 2               | 0               | 6               | 0               | 2               | 0               |

| 勝敗 | 対戦相手                 | 試合結果                        | 大会名                                                    | 開催年月日     |
| ○    | 竹腰祐也                 | 1R 2:47 三角締め                | THE OUTSIDER第50戦 有明ファイナル                         | 2018年3月11日  |
| ○    | 八木"BURST"敬志          | 3分2R終了 判定2-0               | THE OUTSIDER 大田区総合体育館SPECIAL                      | 2017年12月10日 |
| ×    | 大木翔                   | 3分2R終了 判定0-3               | THE OUTSIDER 第45戦                                       | 2017年2月19日  |
| ○    | 齊藤勇駿                 | 3分2R終了 判定3-0               | RINGS／THE OUTSIDER ～SPECIAL～                           | 2016年12月11日 |
| ×    | 佐野哲也                 | 3分2R終了 判定0-3               | THE OUTSIDER 第34戦                                       | 2015年3月21日  |
| △    | ランボルギーニ・ヨシノリ | 3分2R終了 判定1-0               | THE OUTSIDER 第30戦                                       | 2014年4月6日   |
| ○    | 広川健信                 | 2R 1:45 失格                    | THE OUTSIDER 第28戦                                       | 2013年12月8日  |
| ×    | ランボルギーニ・ヨシノリ | 3分2R終了 判定0-3               | THE OUTSIDER 第24戦 【70-75kg トーナメントマッチ準決勝】  | 2013年2月10日  |
| ○    | 菱沼郷                   | 3分2R終了 判定3-0               | THE OUTSIDER 第24戦 【70-75kg トーナメントマッチ1回戦】   | 2013年2月10日  |
| ×    | ソルジャーボーイ一樹     | 2R 0:29 TKO（ドクターストップ） | THE OUTSIDER 第20戦                                       | 2012年2月12日  |
| ○    | ウィリアム・オナヤ       | 3分2R終了 判定2-0               | THE OUTSIDER 第19戦                                       | 2011年11月13日 |
| ○    | YOSHIKI                  | 2R 0:02 TKO（タオル投入）       | THE OUTSIDER 第15戦                                       | 2011年2月13日  |
| ○    | 佐野哲也                 | 2R 2:41 TKO（タオル投入）       | THE OUTSIDER 第14戦                                       | 2010年12月4日  |
| ×    | 谷博幸                   | 3分2R終了 判定0-3               | THE OUTSIDER 第13戦 【70-75kgトーナメントマッチ 準決勝】  | 2010年10月11日 |
| ○    | 齋藤龍正                 | 1R 1:27 TKO（マウントパンチ）   | THE OUTSIDER 第12戦 【70-75kgトーナメントマッチ 2回戦】   | 2010年6月20日  |
| ○    | 山田史博                 | 2R 1:51 TKO（マウントパンチ）   | THE OUTSIDER 第12戦 【70-75kgトーナメントマッチ 1回戦】   | 2010年6月20日  |
| ○    | 剛田武                   | 3分2R終了 判定3-0               | THE OUTSIDER 第11戦                                       | 2010年4月3日   |
| ○    | ☆MAMORU☆                 | 1R 1:14 チョークスリーパー      | THE OUTSIDER 第10戦                                       | 2010年2月14日  |
| △    | 伊澤寿人                 | 3分2R終了 判定1-0               | THE OUTSIDER 第9戦                                        | 2009年12月13日 |
| ×    | アパッチ小次郎           | 3分2R終了 判定0-3               | THE OUTSIDER 第8戦 【65-70kgトーナメント リザーブマッチ】 | 2009年10月11日 |
| ×    | 野村剛史                 | 3分2R終了 判定1-2               | THE OUTSIDER 第7戦 【65-70kgトーナメント 選考試合】       | 2009年8月9日   |
| ○    | 加藤紘也                 | 2R 1:16 三角絞め                | THE OUTSIDER 第4戦                                        | 2008年12月20日 |
| ×    | 石井智大                 | 1R 1:22 TKO（パウンド）         | DEEP 37 IMPACT 【フューチャーファイト】                   | 2008年8月17日  |
| ○    | 山口剛                   | 1R 1:00 腕ひしぎ十字固め        | THE OUTSIDER 第弐戦                                       | 2008年7月19日  |
| ○    | 齋藤匡彦                 | 1R 0:15 腕ひしぎ十字固め        | THE OUTSIDER 第壱戦                                       | 2008年3月30日  |

## 著書
- マインドチェンジ（KADOKAWA）
- 弁護士が実践する 不動産投資の法的知識・戦略とリスクマネジメント（日本法令）
- 相続対策イノベーション!家族信託に強い弁護士になる本（日本法令）
- 信託に強い弁護士が作った事例による民事信託契約文例書式集 (DVD) （日本法令）
- 事例でわかりやすく解説 民事信託契約書の作り方と必要な基礎知識 (DVD) （日本法令）
- 民泊3タイプ 開設・契約・運営とトラブル対策（日本法令）
- 闘う弁護士が伝授する 家族が幸せになるための 相続の奥義（時評社）
- 労働事件 使用者のための“反論”マニュアル－紛争類型別（日本法令）
- 改訂版 労働事件 使用者のための“反論”マニュアル（日本法令）
- “戦略的”少額債権回収マニュアル（日本法令）
- 格闘家弁護士が教える反撃の技術（かんき出版）
- 弁護士開業・業務マニュアル（日本法令）
- 弁護士営業・経営マニュアル（日本法令）
- 新株予約権・種類株式の実務（第一法規 共著）
- すぐに使える!事例でわかる中小企業のための労務管理Q&A（三修社 共著）
- すぐに使える!事例でわかる中小企業のための会社法Q&A（三修社 共著）
- 取締役の実務マニュアル（新日本法規 共著）

## 出演
- タイトロープ ～アウトサイダーという生き方～（2013年）